# The art of scare and sorrow
The art of scare and sorrow is een studioalbum van Runes Order. De muziek van het album in geïnspireerd op de Italiaanse horrorfilm La casa dalle finestre che ridono (Het huis met de ramen die lachen) van Pupi Avati uit 1976. De toch altijd al sombere muziek van Runes Order past goed bij het griezelverhaal waarop het gebaseerd is. Er zijn echter ook meer vrolijker klanken te horen, maar ook deze klinken “hol”.

## Musici
Dit album is opgenomen in een Runes Order bestaand uit 2 man (normaal alleen Dondo):
- Claudio Dondo – synthesizers, elektronica
- Tony Tears – basgitaar, gitaar, elektronica

met
- Argento - zang

## Muziek
| Nr. | Titel                     | Duur  |
| --- | ------------------------- | ----- |
| 1.  | Twisted act I             | 5:01  |
| 2.  | The night and his tears   | 4:47  |
| 3.  | Lies in the woods         | 4:40  |
| 4.  | Wall sweat images         | 3:09  |
| 5.  | Night hunter              | 4:24  |
| 6.  | A moment of agony         | 2:30  |
| 7.  | Murder is a faith         | 7:17  |
| 8.  | Dead inside               | 0:42  |
| 9.  | Slaughter                 | 3:40  |
| 10. | Twisted act II            | 3:18  |
| 11. | Decide                    | 3:08  |
| 12. | Deceit forest             | 5:06  |
| 13. | Love is a cold lie        | 3:44  |
| 14. | Sacrifice murder memories | 10:19 |